# Verre (fiume)
Il fiume Verre o Veri è un corso d'acqua che scorre in Calabria, in provincia di Cosenza, ai piedi del paese di Belmonte Calabro.
È originato dalle acque che scaturiscono dalle falde del Monte Cocuzzo, e dopo un percorso di alcuni chilometri arriva al Mar Tirreno in territorio di Belmonte, località Acquicella, dopo aver sottopassato la Strada statale 18 Tirrena Inferiore.
Davanti alla foce del fiume Verre si levano, a circa 800 metri dalla costa, gli Scogli di Isca.

## Flora
Attorno alle sponde del fiume Verre si ha una fitta vegetazione, che studi dell'Università "La Sapienza" di Roma hanno dimostrato essere al 40% idrofila: e questo fatto è del tutto inconsueto per un torrente del Basso Tirreno Cosentino.
Data questa particolarità della flora del bacino del Verre, il WWF di Belmonte Calabro nel 2001 ha proposto l'istituzione di un corridoio ecologico del bacino del Verre.

## Paesaggi
Nel tratto intermedio del corso del fiume il corso d'acqua attraversa gole scavate dagli agenti esogeni nella pietra dura tipica della zona: e a circa 2.5 chilometri dalla foce, sotto un pittoresco mulino dismesso, l'acqua scende da una piccola cascata. 